# Філіп Віхман
Філіп Віхман (пол. Filip Wichman; нар. 30 січня 1994, Гданськ, Польща) — польський футболіст, воротар клубу «Ракув».

## Життєпис
Футболом розпочав займатися з 7-річного віку, до 10 років грав на фланзі півзахисту. Потім був переведений на позицію воротаря, за словами фахівців це рішення було запізнілим, оскільки зазвичай воротарів починають готувати з 5 років. 
Пройшов усі щаблі клубної структури нижчолігового польського клубу «Балтик» (Гдиня). До першої команди клубу був переведений у 2010 році. Потім виступав у нижчолігових польських клубах «Гварек» (Забже), МКС (Олава), «Одра» (Ополе) та «Гриф» (Вейгерово). У 2016 році виїхав до сусідньої Словаччини, де намагався працевлаштуватися. Проте не отримав жодної пропозиції, тому вже незабаром повернувся на батьківщину, де виступав у клубі «Конкордія» (Ельблаг).
У 2017 році перейшов до ІСКК Йокогама. Оскільки в клубі не було перекладача Філіп змушений був вивчати японську мову. По завершенні контракту залишив Японію. У 2018 році повернувся до Польщі, де підписав контракт з нижчоліговим «Ракувом».